# Алано-скіфи
Алано-скіфи (грец. ’Αλανοι Σκύθαι) — етнонім, відомий з «Географії» Клавдія Птолемея (Ptol., III, 5, 7) («Усім узбережжям Меотіди — язиґи та роксолани, у глиб континенту від них — амаксобії та алани—скіфи»).
Окрім Птолемея, алани (не алани-скіфи) у Північному Причорномор'ї згадані Плінієм Старшим.
Отже, враховуючи той факт, що алани були панівною верхівкою, можна припустити, що певні пізньоскіфські (чи скіфо-сарматські) етноси опинилися в прямій залежності від аланських дружин, що, можливо, і пояснює сам етнонім «скіфи-алани» та наявність поряд з аланами «скіфів, що виродилися» у Плінія Старшого (лат. "...alias Scythae degeneres et a servis orti aut Trogodytae, mox Alani...").